# Route nationale 16 (Luxemburg)
Die Route nationale 16 (N16) verläuft auf einer Länge von 13,1 km zwischen Aspelt und Remich. Sie kreuzt auf ihrem recht kurzen Verlauf zweimal die A13.
Das erste Teilstück über Altwies (Anbindung an die A13) bis nach Bad Mondorf folgt dem luxemburgisch-französischen Grenzverlauf. Ein nur wenige Meter kurzes Teilstück verbindet als N16A das französische Mondorff mit dem luxemburgischen Bad Mondorf (von der Grenze bis zur Einmündung auf die N16).
Am Ortsausgang von Bad Mondorf ändert die N16 die Richtung und kreuzt ein zweites Mal die A13, führt dann über Ellange (Ortsteil Gare) über den Scheuerberg nach Remich. Dort durchquert die N16 einen Kreisel und mündet nach wenigen Metern an der „Tankstellenmeile“ Place Nico Klopp auf die N2.